# Supercondensatore

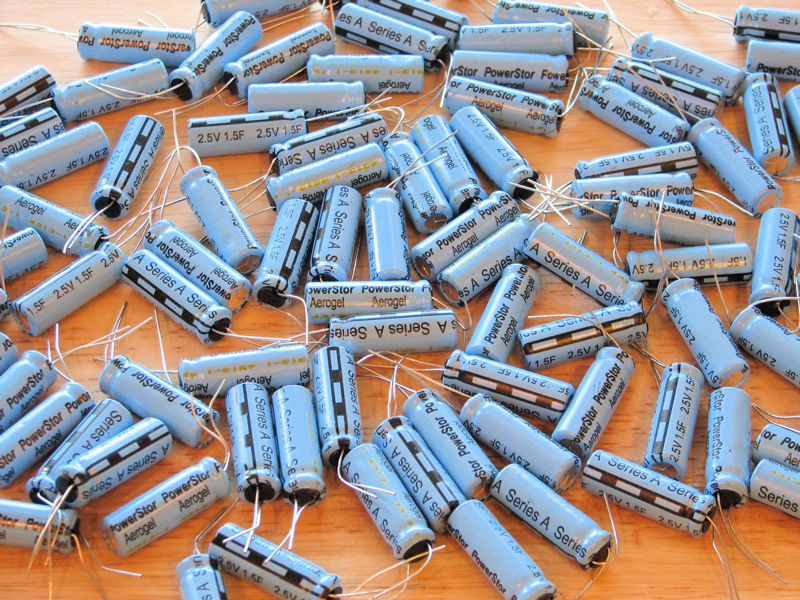
Supercondensatori da 1,5 F e massima tensione di lavoro 2,5 V CC.

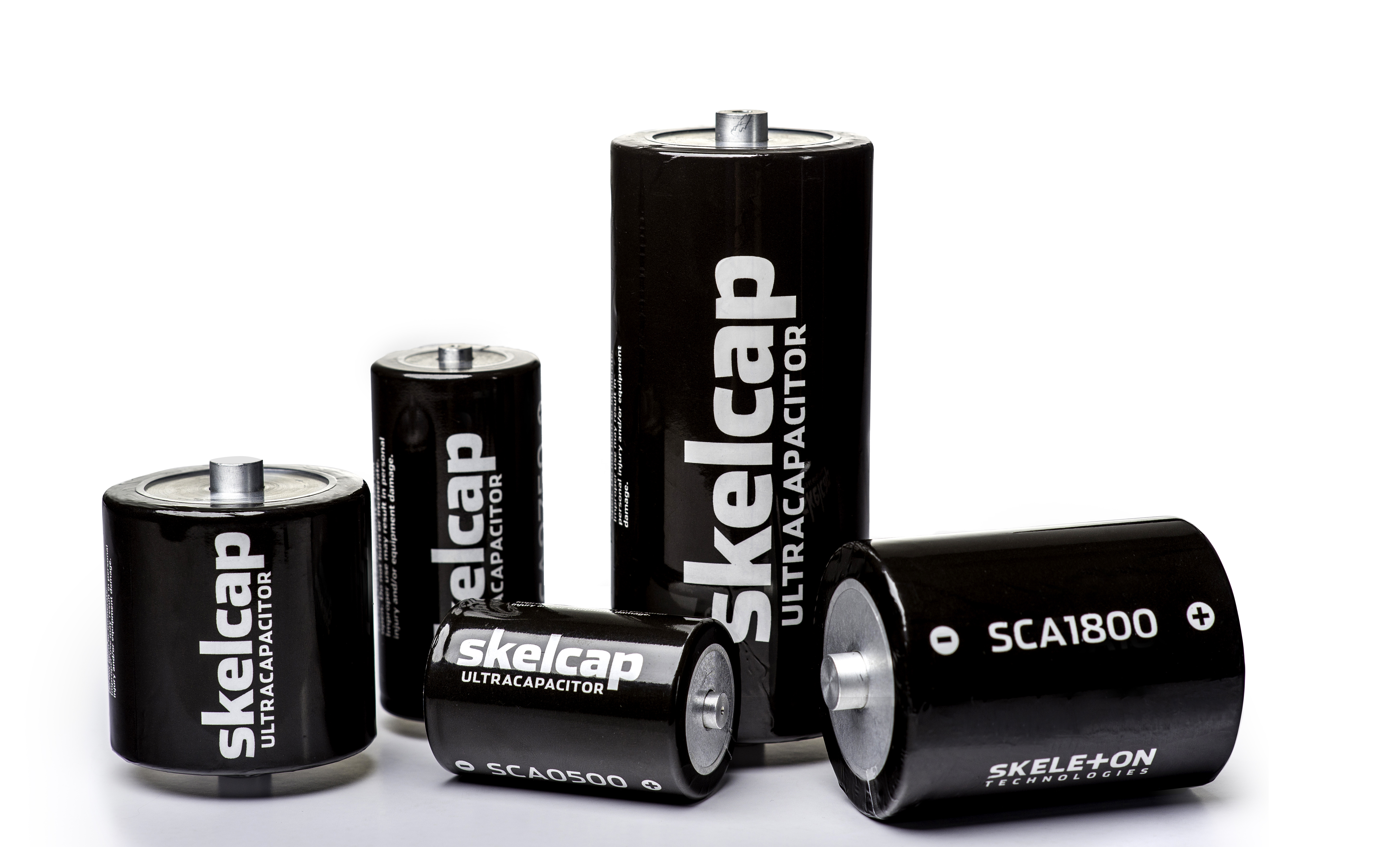
Supercondensatori

Un supercondensatore (in inglese supercapacitor) è un particolare condensatore che ha la caratteristica di accumulare una quantità di carica elettrica eccezionalmente grande rispetto ai condensatori tradizionali. Infatti mentre questi ultimi hanno valori di capacità dell'ordine dei mF, i supercondensatori possono arrivare oltre i 5000 F (farad).
Sono dispositivi di conversione ed accumulo dell'energia caratterizzati da elevate potenze specifiche ed energie di gran lunga superiori rispetto ai condensatori convenzionali.

## Utilizzi
I supercondensatori sono prevalentemente utilizzati come accumulatori di energia potenziale elettrica. Rispetto agli accumulatori chimici questi presentano il vantaggio di poter essere caricati o scaricati quasi istantaneamente, garantendo così un'elevatissima potenza specifica. Inoltre hanno un numero di cicli di carica/scarica molto più elevato rispetto agli accumulatori tradizionali. Lo svantaggio più rilevante, sempre rispetto agli accumulatori chimici, è la bassa energia immagazzinata.

## Costruzione
I supercondensatori sono di solito costituiti da due elettrodi di materiale vario (in genere alluminio) ricoperti di carbone attivo ad elevata area superficiale (fino a 2000 m2/g), un separatore ed un elettrolita.
Il separatore ha la funzione di indirizzare meglio il flusso di ioni soprattutto ad alta densità di corrente. In alcuni dispositivi gli elettrodi possono essere costituiti da ossidi di metalli (es. ossido di rutenio) o polimeri conduttori; in questo caso la reazione di carica/scarica del supercondensatore non è di tipo elettrostatico bensì faradico pseudo-capacitivo, sono cioè reazioni di tipo faradico di velocità confrontabile con quelle di tipo elettrostatico.
Normalmente gli elettroliti sono acquosi od organici: i primi garantiscono l'utilizzo in finestre di potenziale ridotte, circa un volt, mentre gli organici possono avere finestre di potenziale di utilizzo di quasi tre volt. Un nuovo tipo di elettroliti per questi dispositivi è costituito dai liquidi ionici che permettono di lavorare in finestre di potenziale nettamente superiori, fino a sei volt.
L'energia immagazzinata è superiore rispetto alla capacità di un condensatore classico, poiché la separazione di carica si ha nel doppio strato elettrodico che avviene a distanze di scala molecolare.
Ricordando la legge di capacità di un condensatore piano:
{\displaystyle C=\varepsilon _{0}\varepsilon _{r}{\frac {A}{d}}}
possiamo osservare come la diretta dipendenza dall'area (che grazie ai carboni attivi è elevatissima) e l'inversa proporzionalità dalla distanza (che proprio grazie alla microporosità è molto piccola) permettono valori di capacità dell'ordine delle migliaia di farad.
Nel 2023 ricercatori dell'Indian Institute of Science hanno realizzato il primo super condensatore mediante transistor ad effetto di campo, costituiti da due strati atomici di grafene e bisolfuro di molibdeno, dotati di contatti in oro e di un elettrolita in gel solido.

## Funzionamento
In tutti i supercondensatori l'elettrolita forma una connessione conduttiva ionica tra i due elettrodi, ciò li differenzia dai condensatori elettrolitici classici, nei quali uno strato dielettrico esiste ed è chiamato elettrolita. I supercondensatori vengono polarizzati grazie alla differenziazione degli elettroni tramite una polarizzazione iniziale degli elettrodi simmetrici. Dopo la polarizzazione degli elettrodi mediante una tensione applicata a essi, si formerà nell'interfaccia elettrolita-elettrodo uno strato di ioni con polarità inversa a quella dell'elettrodo stesso. Il doppio strato ionico si può analizzare come una coppia di armature di un condensatore, che data la minima distanza e l'ampia superficie dell'elettrodo darà luogo a una capacità elevatissima.